# Procopius Divisch
Procope Divisch (Václav Divíšek, latinisé en Procopius Divisch ; né le 26 mars 1698 à Helvíkovice; † 21 décembre 1765 à Přímětice, quartier de l'actuelle Znaïm), est un chanoine bohémien de l’ordre des Prémontrés. Il construisit une machine météorologique pour prévenir des coups de foudre.

## Biographie
Natif du royaume de Bohême, Procopius Divisch fréquenta l'école jésuite de Znaïm puis étudia la philosophie à l’abbaye de Louka de 1720 à 1724. En 1725 il fut ordonné diacre et reçut la prêtrise en 1726. Il se tourna alors vers l’étude de la théologie, qu'il poursuivit jusqu'en 1734 à l’Université de Salzbourg. De retour à l’abbaye de Louka, il en fut le prieur jusqu’en 1742 puis rejoignit l’abbaye de Přímětice en tant que père supérieur : il ne devait plus changer d’affectation par la suite.
Ses goûts prédisposaient Divisch à l’étude des sciences naturelles, de la physique et surtout de l’électricité. Il étudia l’influence de ce phénomène sur les cultures, et tenta même de s’en servir à des fins médicales. Divisch correspondait régulièrement avec les érudits et théologiens de son temps, parmi lesquels les théologiens wurtembergeois Johann Ludwig Fricker (de) et Friedrich Christoph Oetinger.
C'est au cours des années 1740 que Divisch réalisa le plus gros de ses expériences avec l’électricité. À la suite de l'expérience qui coûta la vie au professeur Georg Wilhelm Richmann le 26 juillet 1753, lors d'essais avec l'électricité atmosphérique à Saint-Pétersbourg, Divisch adressa à l’Académie des sciences de Saint-Pétersbourg un mémorandum en latin sur les leçons à tirer de l’événement. Il était en contact avec le professeur de physique pragois Jan Antonín Scrinci (de) et le mathématicien Leonhard Euler. On l’ignora en raison du fait qu'il était un théologien - puis, on discerna des erreurs dans sa théorie.
Ignoré par la communauté scientifique, en 1754, il ordonna aux paysans locaux d´édifier une machine météorologique de façon à prouver sa théorie. Cette machine censée modifier la météo était attachée au sommet d’un poteau de 40 mètres de haut, en son prieuré de Přímětice. En 1759, une sécheresse frappant le pays incita les paysans à démolir la machine de leur pasteur. Ses supérieurs ordonnèrent Divisch d’arrêter les tentatives de manipulation du temps.
Plus tard, sa machine a été considérée comme un paratonnerre autoportant, comparable à celle de Benjamin Franklin. Bien que cela ait été prévu autrement, sa construction a en fait servi de paratonnerre, aussi. Son rôle de « Franklin Européen » est ainsi contesté,.

## Œuvre
L’Académie de Berlin avait mis au concours de 1755 la question de la nature de la foudre ; le mémoire de Divisch, Deductio theoretica de electrico igne, fut supplanté par celui de Johann Euler, fils de Léonard Euler. Sa Magia naturalis (traitant là encore d’électricité) ayant été censurée par Vienne, il la fit publier à Tübingen en 1765 par son ami Friedrich Christoph Œtinger, surintendant extraordinaire d'Herrenberg, sous le titre Procopii Divisch Theologiae Doctoris & Pastoris zu Prendiz bey Znaim in Mähren längst verlangte Theorie von der meteorologischen Electricite.

### Découvertes

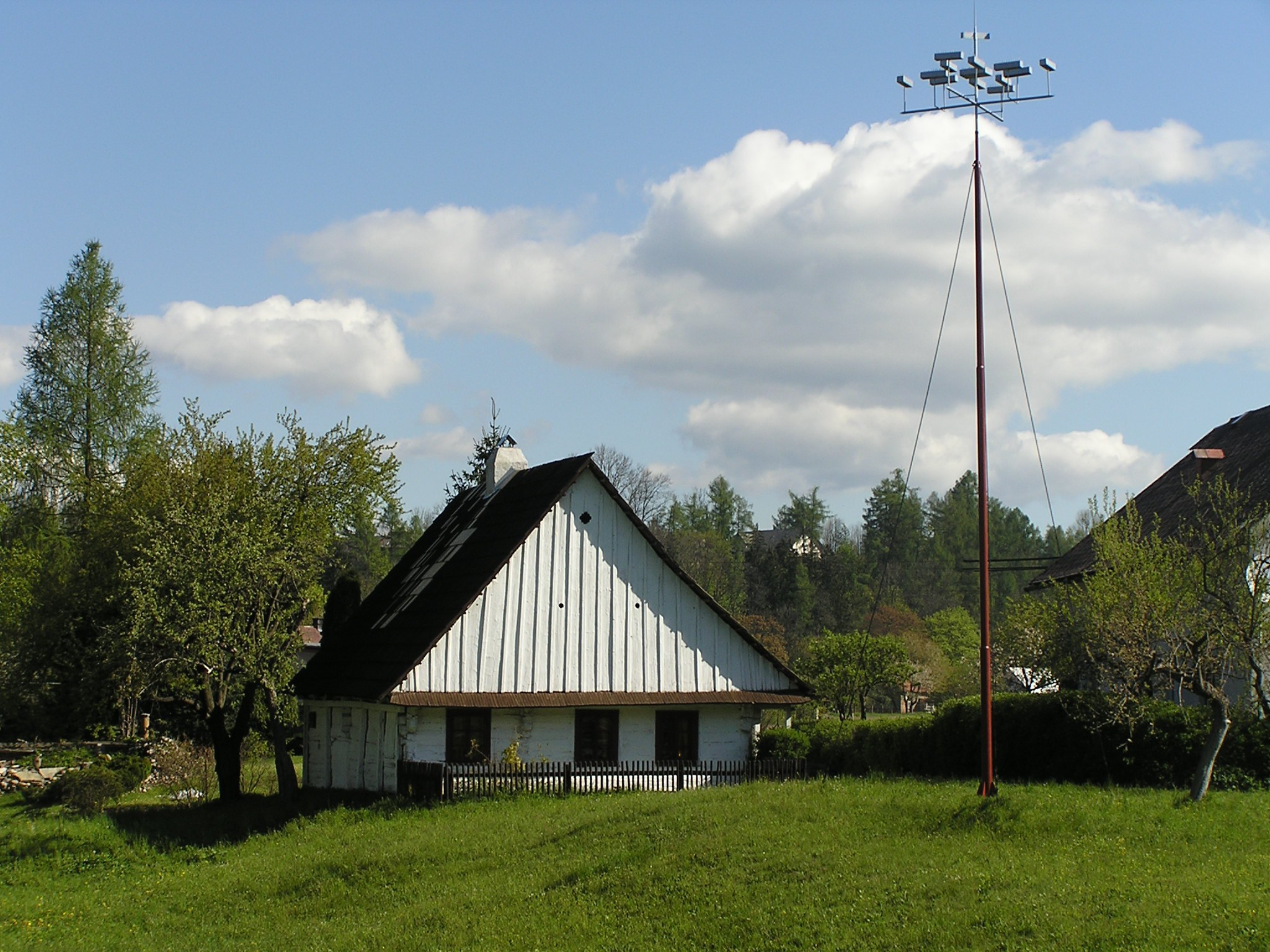
Paratonnerre de la maison de Divisch.

- Le Denis d'or, un instrument de musique non-identifiable à 790 cordes, censé imiter les instruments à vent et à cordes. Cet appareil capricieux pouvait envoyer de manière impromptue une décharge électrique au musicien[5].
- La machine météorologique. Divisch fabriqua deux modèles de sa machine avant qu’il ne soit interdit de continuer.

### Écrits
- Alpha, et omega. Seu principium, et finis duobus tractatibus [...] constans, 1735
- Längst verlangte Theorie von der meteorologischen Electricite, 1765
- Ara Theologica, 1735
- Descriptio machinae meteorologicae
- Deductio theoretica de electrico igne

## Source
- (de) article dans le Meyers Konversationslexikon, 4e éd. 1888, vol. 5, p. 10